# Грандидье, Гийом
Гийо́м Грандидье́ (фр. Guillaume Grandidier) (1873—1957) — французский географ, этнолог и зоолог, исследователь острова Мадагаскар; был секретарём Географического общества Парижа и плодовитым автором.
Сын французского исследователя Альфреда Грандидье.

## Описал таксоны
- Cryptoprocta spelea, мадагаскарский пастушок (Monias benschi), Rousettus madagascariensis, Microgale parvula, Microgale brevicaudata.

## Труды
- 1932: «Zoologie de Madagascar»
- 1934: «Atlas des Colonies Françaises, Protectorats et Territoires sous Mandat de la France»
- 1903—1920: «Collection des Ouvrages Anciens Concernant Madagascar» (9 томов)